# Barvinok, Solone
Barvinok (în ucraineană Барвінок) este un sat în comuna Natalivka din raionul Solone, regiunea Dnipropetrovsk, Ucraina.

## Demografie
Componența lingvistică a localității Barvinok
     Ucraineană (92,86%)
     Rusă (7,14%)
Conform recensământului din 2001, majoritatea populației localității Barvinok era vorbitoare de ucraineană (92,86%), existând în minoritate și vorbitori de rusă (7,14%).